# 治具

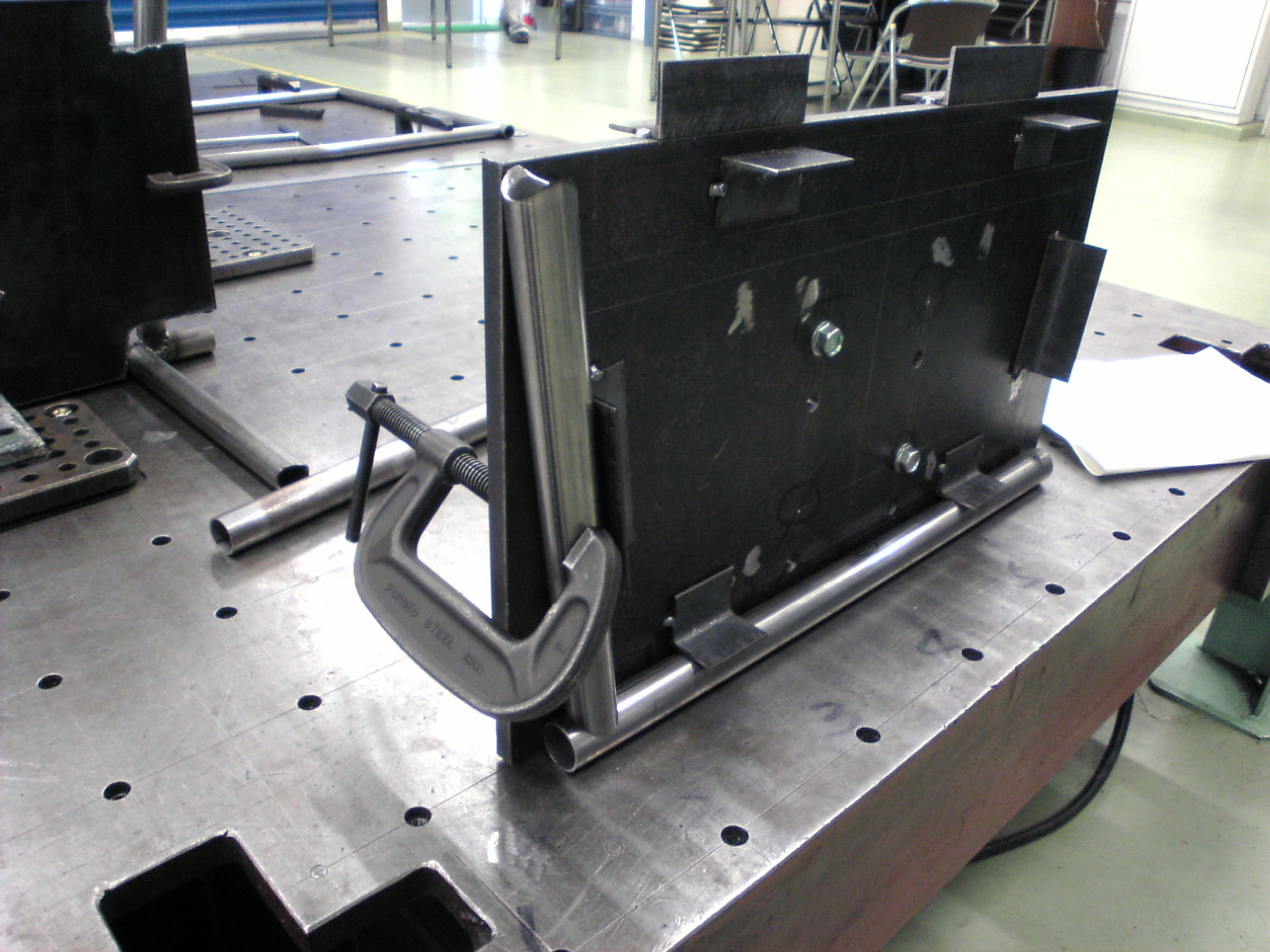
定盤の上に固定された治具類。図はパイプフレームを組む際に用いたもの。

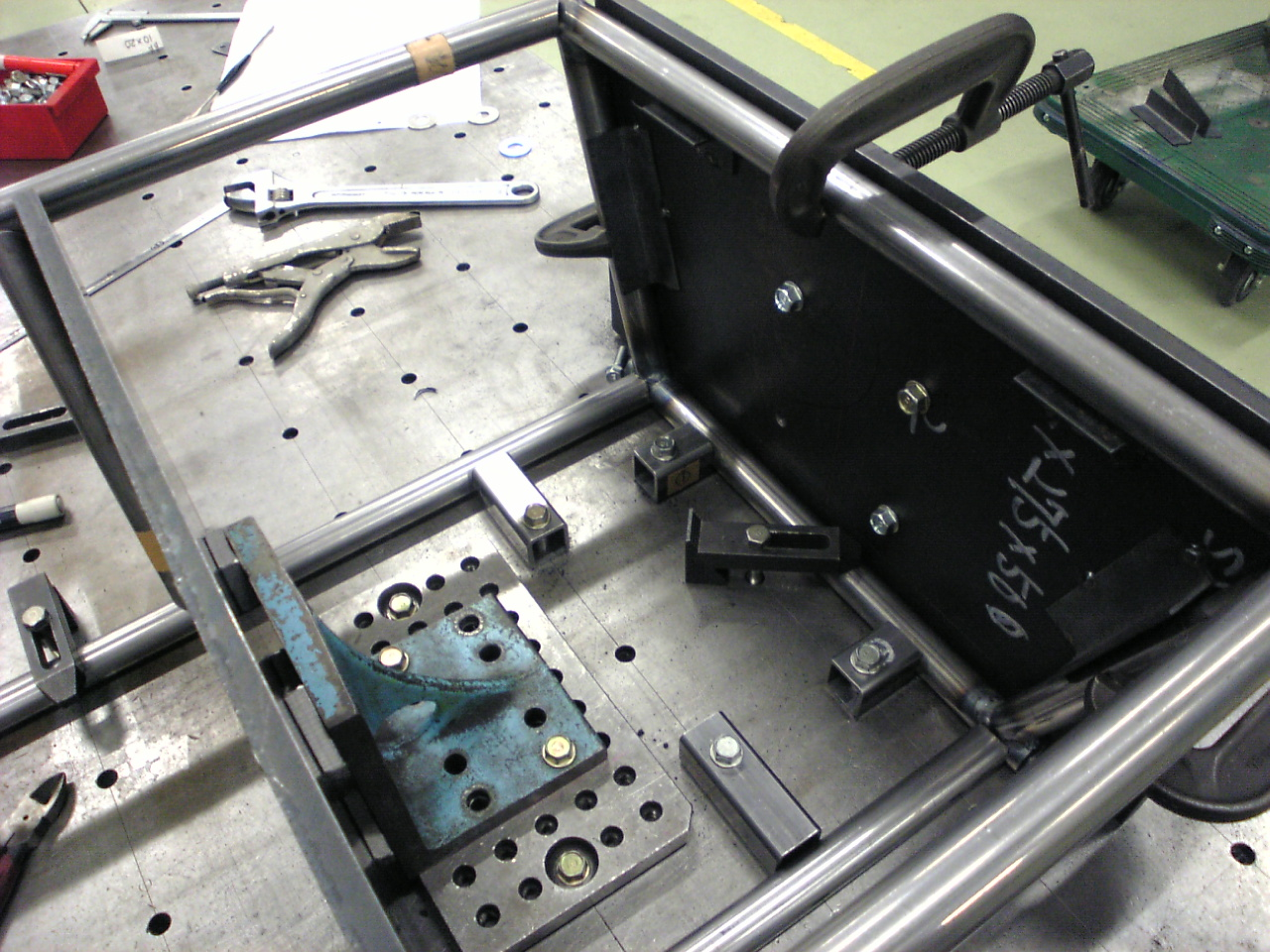
定盤と治具を組み合わせてパイプを位置決めし、溶接などで接合する。

治具/ジグ（英語：jig）は、加工や組み立ての際、部品や工具の作業位置を指示・誘導するために用いる器具の総称。「治具」という日本語は同義の英単語 "jig" に漢字を当てたものである。
日刊工業新聞社刊「機械用語辞典」によると次のように説明されている。

ジグ

治具は当て字。工作物を固定するとともに切削工具などの制御、案内をする装置。おもに機械加工、溶接などに用いる。これによっていちいちけがきする手間がはぶけ、加工が容易になり、仕上がり寸法が統一されるので作業能率を増し、大量生産に適する。—日刊工業新聞社刊「機械用語辞典」
これ以外に治具という言葉は色々な分野で使われている。例えば鍍金業における薬液に漬けるための器具、熱処理業においても焼きむらを防ぐための器具、化成品を組み立てるための木型等があげられる。しかし一番よく意味するところは、辞典にあるように『金属を削るときに必要とされる装置』である。
また治具とよく似た意味で取付具という言葉もある。

取付具 （fixture）

部品加工の際、工作物を加工できるように機械に取り付ける装置。実際的にはジグと混用することが多い。—同辞典抜粋
治具を導入するメリットは、同一形状の製品ならば高度な熟練技術を用いずとも製品のバラツキを最小限に抑え、迅速に大量生産することを可能にする点にある。一方で、多品種少量生産においては多数の治具が必要になり、治具自体の生産コストによるデメリットがメリットを上回るケースも存在する。現代では金属加工以外の分野も含め、位置決めを行う器具や工具そのものに対して広く用いられるようになり、定義が拡散しつつある。
整形外科医により、歩行障害や下肢の痛みのある際に処方される装具（既製品のものと義肢装具士が作成するオーダーメイドのものがある）を、治療目的であることから「治具」と呼ぶことがあるが、ただしくは「装具」である。

## 語の由来と表記
「治具」は、英語の"jig"に（ジグ）に由来する当て字である。英語の"jig"が「工具の位置合せ／案内機構」だけを意味しているのに対して、「治具」は工具の位置合せに加えて工作物側の位置決めと締め付け固定するための道具／部品類も含んでいる点で両者は異なる。「取付具」は工作物側の位置決めと締め付け固定するものであって、工具の位置合せ／案内機構を含まないので、日本語の「取付具」と英語の"jig"を足し合わせたものが「治具」といえる。
「冶具」という誤記が多い。「冶」は「金属を熔かす、鋳（い）る」という意味で、読みは「ヤ」という音読みしかない。「鍛冶」を「かじ」と読むのは熟字訓であり、「鍛」を「か」、「冶」を「じ」と読むわけではない。「鍛冶」の音読みは「タンヤ」である。

## 主要例
以下に主要な治具を示す。
- ブシュ
- バイス（万力）
- ジャッキ
- クランプ（締め金）
- テーブル
- イケール
- パレット
- プレート
- ブロック
  - ステップブロック
  - Vブロック
  - 段付き支持台
- くさび
- ボルト／ナット
  - Tナット
- ピン
  - ダイヤピン
  - 丸ピン
- チャック
- アーバ
- センタ
- ケレ（ケレー、回し板）／回し金
- マンドレル
- 面板
- 振れ止め
- ドリルソケット
- テーパ
- コレット
- クイックチェンジ・ホルダ／ドローイング・ボルト
- ボーリングヘッド
- 銅板／黄銅丸棒
- フランジ[1]